# Carruthersia pilosa
Carruthersia pilosa là một loài thực vật có hoa trong họ La bố ma. Loài này được (A.DC.) Fern.-Vill. mô tả khoa học đầu tiên năm 1880.